# Bernhard Lambrecht
Bernhard Lambrecht (* 8. September 1897 in Ilsenburg, Landkreis Harz; † 22. Dezember 1971 in Wolfenbüttel) war ein deutscher Konditor, Gründer und erster Direktor der von 1927 bis 2004 bestehenden Bundesfachschule für das Konditorenhandwerk und Autor. Er verfasste mehrere Lehr- und Fachbücher über das Konditorenhandwerk.

## Leben und Wirken
Bernhard Lambrecht, der Sohn eines Konditormeisters, besuchte von 1907 bis 1916 das Gymnasium Große Schule Wolfenbüttel. Nach dem Abitur war er Soldat im Ersten Weltkrieg. Er absolvierte dann zunächst eine Konditorlehre in der Wolfenbütteler Konditorei seines Vaters, ehe er auf Kunstgewerbeschulen in Stuttgart und Braunschweig ging. 1926 legte er in Leipzig die Meisterprüfung für das Konditorenhandwerk ab.
Im Jahr 1927 gründete er in Wolfenbüttel eine zunächst private „Fachschule für neue Konditorkunst“, die er bis 1969 als Direktor leitete. 1948 wurde die seit 1938 in „Meisterschule des Konditorenhandwerks“ umbenannte Ausbildungsstätte vom Deutschen Konditorenbund übernommen und 1978 in „Bundesfachschule für das Konditorenhandwerk“ umfirmiert, mit dem Untertitel „Bernhard Lambrecht-Schule“.
Die Bundesfachschule war bis in die 1990er Jahre hinein der einzige Ausbildungsort für die überbetriebliche Konditorenausbildung in Deutschland. Viele Auszubildende kamen auch aus dem Ausland, z. B. aus Japan, den USA und Kanada, Brasilien, Holland, Schweden und Norwegen. Im Jahr 2004 wurde die Schule geschlossen.

## Bedeutung
Lambrecht, der von der Stilrichtung des Weimarer Bauhauses geprägt wurde, verfolgte das Ziel, seinen Berufsstand qualitativ auf die Stufe eines Kunsthandwerks anzuheben. Er wird als „international bedeutender Pionier und Erneuerer seiner Berufssparte“ charakterisiert. Lambrechts „Gedanken beeinflussen bis heute die moderne Konditorkunst“. Sein 1950 erschienenes Buch „Das Gebot der Leckerheit“ sei ein „Grundsatzwerk, in dem er die Trias von Materialschönheit, Materialreinheit und Materialgebundenheit als oberstes Gebot für seine Zunft proklamierte.“

## Ehrungen
Für seine Leistungen erhielt Bernhard Lambrecht 1962 vom Land Niedersachsen den Niedersächsischen Staatspreis für das gestaltende Handwerk.

## Werke (Auswahl)
- Vom neuen Stil in der Konditoreikunst, 1929
- The new style in confectionery. Maclaren, 1930
- Das Gebot der Leckerheit. Die Konditorei, Mönchengladbach 1950
- Decorating with the piping tube. Maclaren, 1955
- Die Konditorei-Praline. ACO Verlag, Braunschweig 1964